# Ricardo (portugalski piłkarz)
Ricardo, właśc. Ricardo Alexandre Martins Soares Pereira (wym. [ʁiˈkaɾdu]; ur. 11 lutego 1976 w Montijo) – portugalski piłkarz, który grał na pozycji bramkarza.

## Życiorys
Karierę rozpoczął w CD Montijo, ale szybko przeniósł się do Boavisty Porto, gdzie przez wiele lat rywalizował o miejsce w bramce z Kameruńczykiem Williamem. W ciągu ośmiu lat gry w tym klubie wywalczył mistrzostwo (pierwsze w historii Boavisty) i Puchar Portugalii. W 2003 roku został zawodnikiem Sportingu. Natomiast 11 lipca 2007 Ricardo podpisał 4-letni kontrakt z hiszpańskim Realem Betis, do którego przeszedł za 3 miliony euro. Obecnie pełni tam rolę rezerwowego dla Casto.
W reprezentacji Portugalii zadebiutował w 2001 roku, ale początkowo był tylko zmiennikiem Vítora Baí. Dopiero, kiedy selekcjonerem kadry został Brazylijczyk Luiz Felipe Scolari, otrzymał miejsce w pierwszej jedenastce. Z drużyną narodową, w której barwach rozegrał 79 meczów zdobył wicemistrzostwo Europy 2004 oraz dotarł do półfinału Mundialu 2006. Jako jedyny w historii mistrzostw świata obronił trzy rzuty karne w jednym meczu. 1 lipca 2006 roku w ćwierćfinałowym spotkaniu z Anglią w konkursie jedenastek nie dał się pokonać Frankowi Lampardowi, Stevenowi Gerrardowi i Jamiemu Carragherowi.
31 stycznia 2011 roku Portugalczyk podpisał kontrakt z klubem Leicester City.

## Sukcesy piłkarskie
- mistrzostwo Portugalii 2001, Puchar Portugalii 1997 oraz Superpuchar Portugalii 1997 z Boavistą
- finał Pucharu UEFA 2005 ze Sportingiem
- wicemistrzostwo Europy 2004
- półfinał Mistrzostw Świata 2006

## Odznaczenia
- Oficer Orderu Infanta Henryka – 2004[1]